# المجران (جبلة)

تعديل مصدري - تعديل

المجران محلة تابعة لقرية العقر، التابعة لعزلة المعشار بمديرية جبلة إحدى مديريات محافظة إب في الجمهورية اليمنية، بلغ تعداد سكانها 153 حسب تعداد اليمن لعام 2004.